# آلودگی صوتی

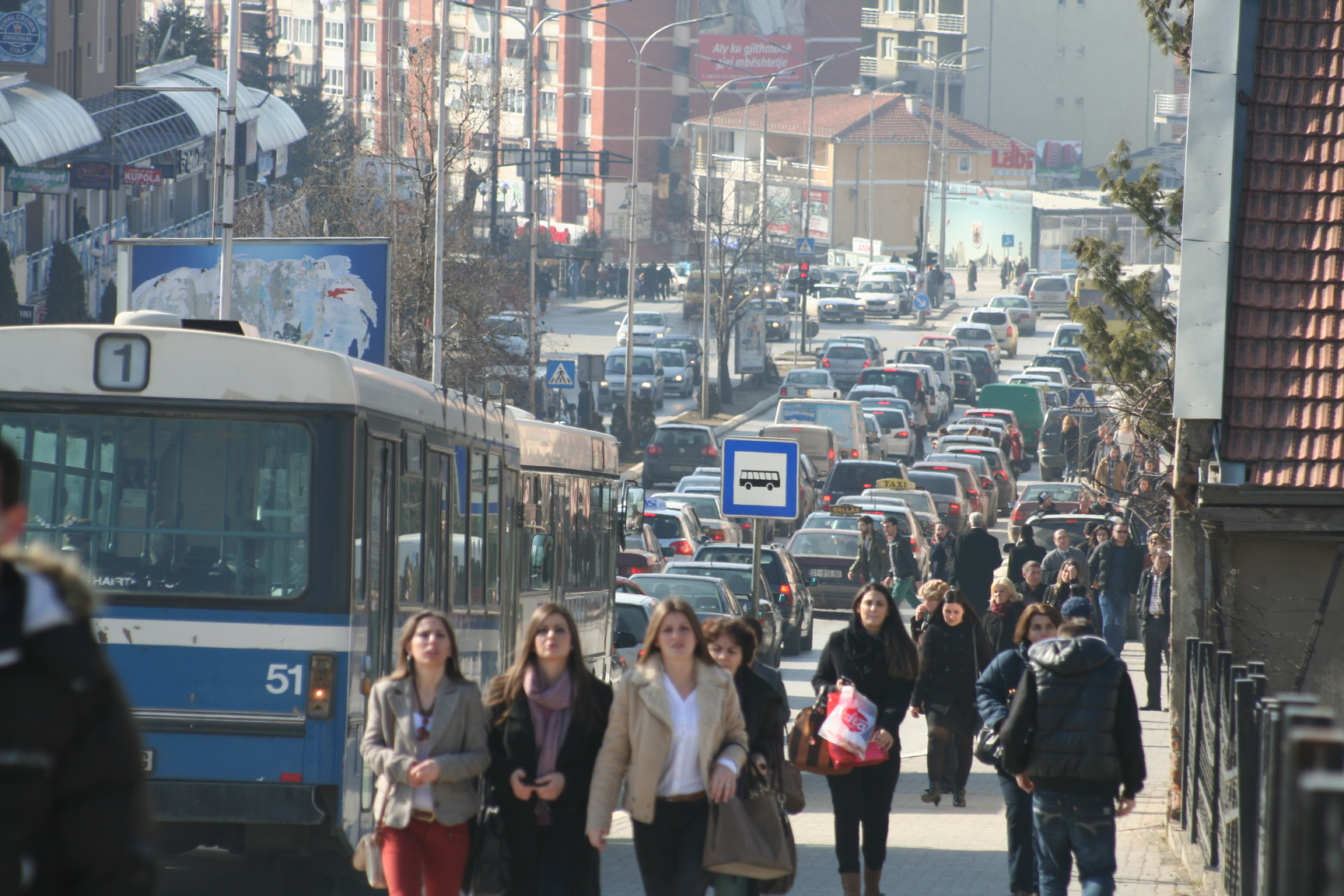
ترافیک عامل اصلی آلودگی صوتی در شهرها است

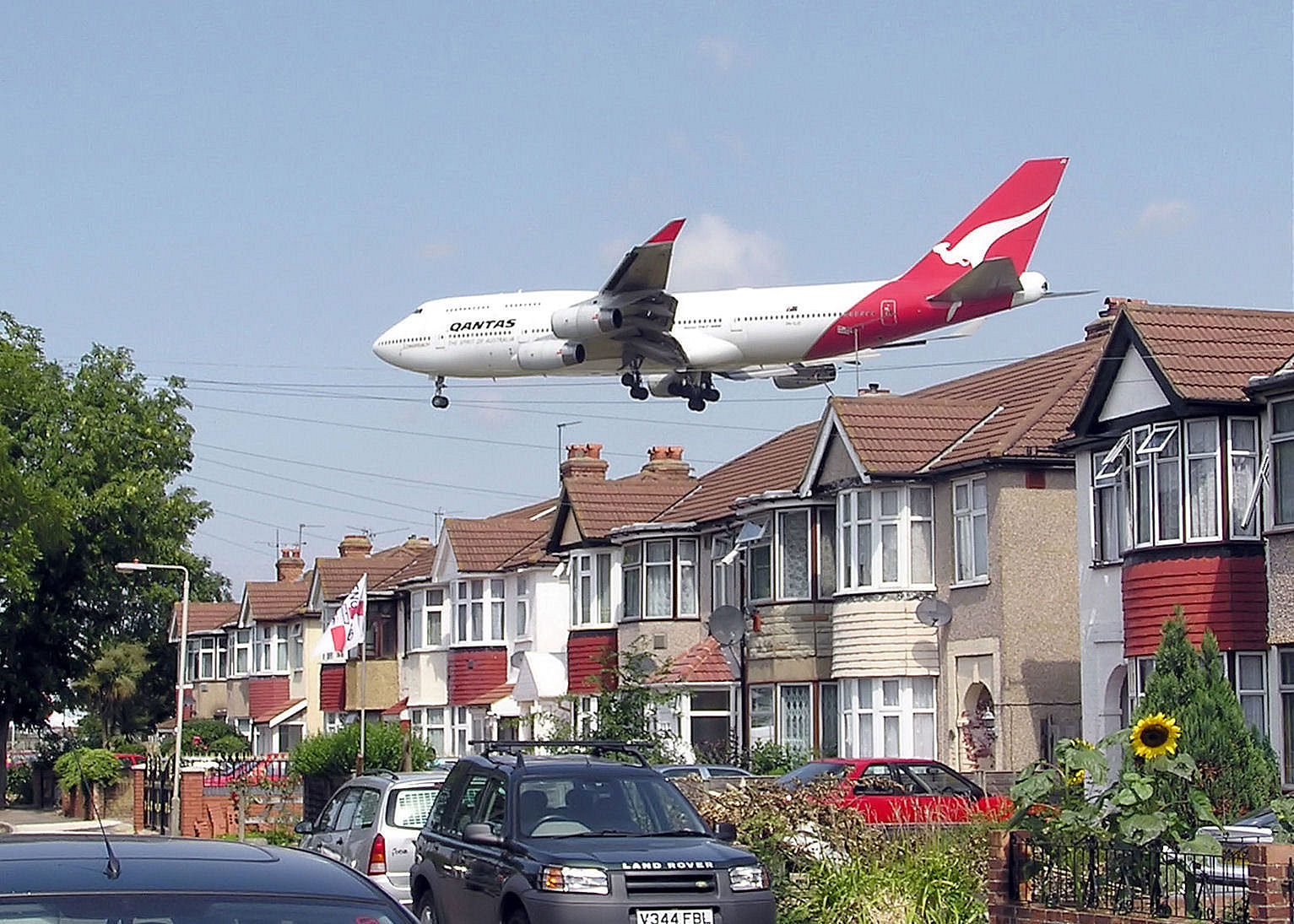
هواپیمای در حال عبور برای فرود نزدیک منازل - بوئینگ 536 شرکت هواپیمایی استرالیا

آلودگی صوتی امواج ناخواسته‌ای در شرایط مکانی و زمانی ویژه بر فعالیت موجودات زنده به ویژه انسان تأثیر گذاشته و می‌تواند عوارض متعدد جسمی و روحی و علی‌الخصوص اختلال در اعصاب شنوایی را ایجاد کند. واحد اندازه‌گیری آلودگی صوتی «دسی بل» و آستانه تحمل گوش انسان در حدود ۱۳۰ دسی‌بل است. انتشار صدا بسته به اینکه در محیط باز یا بسته صورت پذیرد رفتار متفاوتی دارد. در یک محیط باز امواج صوتی بدون برخورد به مانع روند انتشار را تا مرز تباهی ادامه می‌دهند. شرایط محیطی تأثیر غیرقابل انکاری در چگونگی انتشار صدا دارد. اگرچه انسان به سرو صدا عادت کرده ولی در حقیقت آلودگی صوتی یک عامل خستگی بوده و ظرفیت کار انسان را چه در مشاغل فکری و چه در شغل‌های بدنی و ساده کاهش می‌دهد. به‌علاوه آلودگی صوتی روی وضع روانی و روحی شخص اثر کرده، باعث اشکال در تطابق یافتن انسان با محیط کار و حتی اجتماع و خانواده می‌شود که نتیجه آن کاهش بازده کار است. در صورتی که مدت در معرض آلودگی صوتی قرار گرفتن افزایش پیدا کند، می‌تواند موجب کاهش قدرت شنوایی شود و همچنین خطر ابتلا به امراض قلبی-عروقی را افزایش دهد. به عنوان نمونه چنانچه فردی طی هشت ساعت به‌طور مداوم در معرض سروصدای بالای ۷۰ دسی‌بل قرار گیرد، فشار خون وی پنج تا ۱۰ میلی‌متر جیوه افزایش می‌یابد
آزمایش‌ها نشان می‌دهد که صداهای با شدت ۱۶۰–۱۵۰ دسی بل موجب رنگ پریدگی، بالا رفتن فشارخون و کاهش درجه حرارت بدن می‌شوند و صداهای مداوم نیز عکس العمل‌هایی را مانند انقباض رگ‌ها در بدن ایجاد می‌کنند.

## سلامت

### بدن انسان
اثرات ناشی از آلودگی صوتی یا نویز شامل اثر بر روی رفتارها و سلامت است، صداهای ناخواسته می‌تواند سلامت فیزیولوژیکی را متضرر کند. بیماری‌های مرتبط با آلودگی صوتی زیاد هستند مثل: سطح استرس، عدم خوابیدن، وزوز گوش، فشار خون بالا، مرض قلبی عروقی، درد زانو، فشار روانی، فشاری شدن مزمن، فشار خوردن بیش از حد، فشار وارد بر سطح مقطع و بقیه ضررها باشند.

## مدل‌سازی تولید آلودگی صوتی
مدل‌سازی تولید آلودگی صوتی توسط منابع مختلف در حالت کلی فرایندی پیچیده‌است. غیرخطی بودن اثر منابع مختلف و اثر ویژگی‌های فضایی اعم از موانع و سطوح موجود و نیز تأثیر مستقیم تراکم منابع از جمله عواملی است که باعث می‌شود ارزیابی تحلیلی تولید آلودگی صوتی فرایندی سرراست نباشد. برای محاسبه میزان آلودگی صوتی موتورسیکلت از فرمول زیر برای اندازه‌گیری آلودگی صوتی خودروها در سرعت ۶۰ کیلومتر استفاده می‌شود:
Vcar:تعداد خودروهای مستقر در ناحیه مورد مطالعه،
d: طول معابر ناحیه مورد مطالعه،
q: فاصله مورد نظر جهت اندازه‌گیری آلودگی صوتی،
Leq: متوسط صدای تولیدشده در ناحیه مورد مطالعه،
k: ضریب تصحیح ۱ دسی‌بل به ازای افزایش یا کاهش هر ۱۰ کیلومتر سرعت

## عوامل مؤثر
تأثیر دما و تأثیر باد دو عامل مهم در چگونگی انتشار صوت هستند.

## آثار آلودگی صوتی

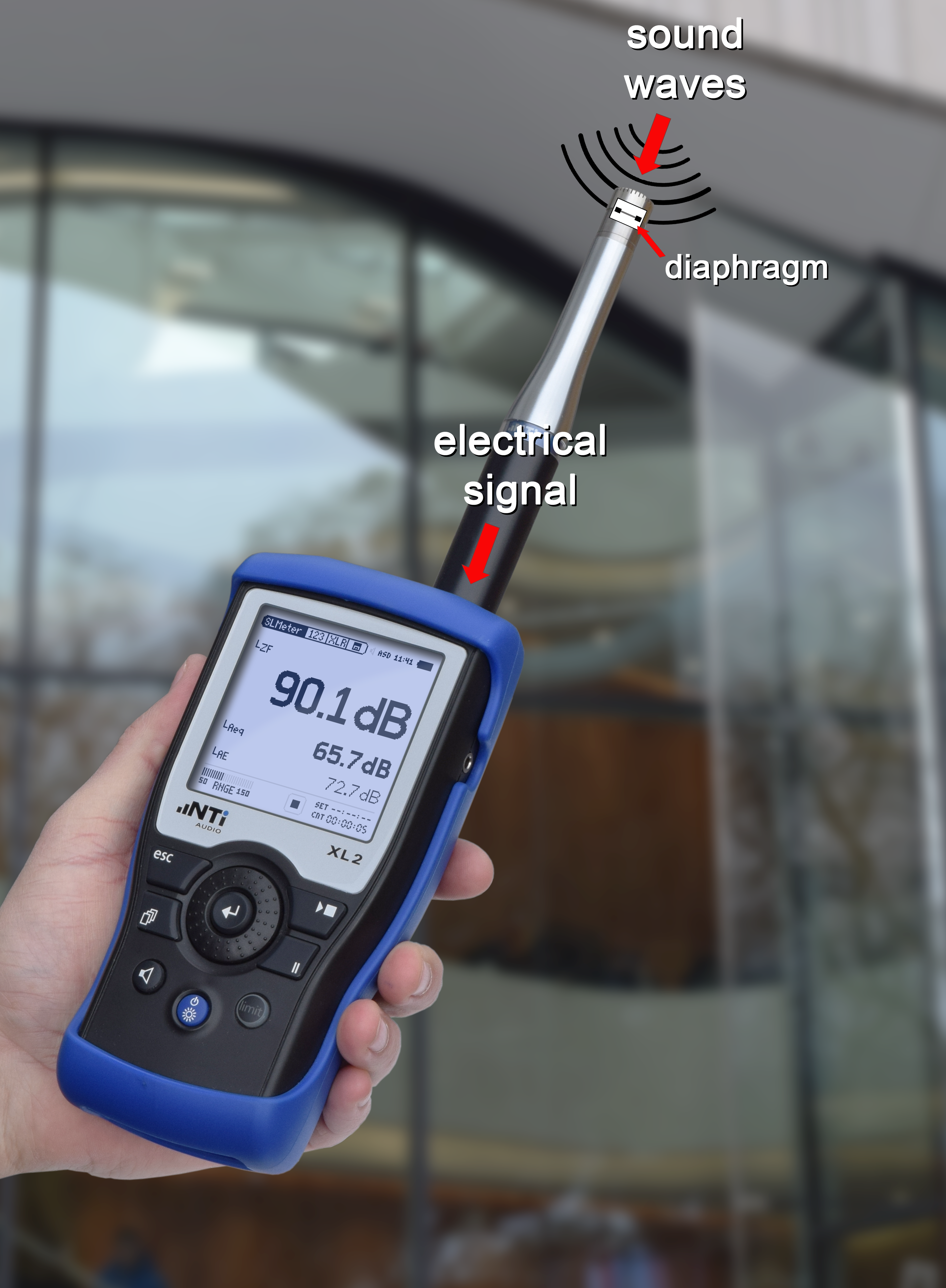
یک دستگاه صداسنج برای اندازه‌گیری سطح صدای محیط

آزمایش‌ها نشان می‌دهند که صدای به شدت ۱۶۰–۱۵۰ دسی‌بل برای بعضی حیوانات کشنده و مرگبار است. این حیوانات قبل از مرگ به تشنجات موضعی، فلج و رعشه دچار می‌گردند. در انسان‌ها رنگ پریدگی و بالارفتن فشارخون از اثرات آلودگی‌های صوتی است. درجه حرارت بدن نیز کاهش می‌یابد. صداهای مداوم عکس‌العمل‌هایی را در بدن ایجاد می‌کنند. به عنوان مثال، انقباض رگ‌ها بیشتر می‌شود و این حالت پس از قطع صدا هنوز ادامه می‌یابد. بدن انسان در خواب نیز به محرک‌های صوتی پاسخ می‌دهد بدون این که فرد از خواب بیدار شود. (ضربان قلب و حالات ماهیچه‌ها تغییر می‌کند)
بررسی‌ها نشان می‌دهد که کارگران کارخانجات چوب‌بری که با اره کار می‌کنند و صدای ۱۲۵ دسی بل را تحمل می‌کنند، شب‌ها وقتی به خانه برمی‌گردند، انگشتان آن‌ها سبز رنگ و سپس سفید می‌شود که علائم بیماری وازواسپاستیک به حساب می‌آید. در نتیجه انقباض رگ‌ها و نارسایی در جریان خون عارض می‌شود که این ناراحتی به نام بیماری رینال یا انگشتان مرده شهرت دارد.

## راهکار کاهش
باتوجه به اینکه معمولاً صداها از تولیدکننده‌ای پخش و توسط گیرنده‌ای دریافت می‌شوند بنابراین جهت کنترل این آلودگی، کاهش شدت صدا برای جلوگیری از انتشار و نفوذ صدا و محافظت از گیرنده (سیستم شنوایی) می‌تواند مؤثر باشد.
یکی از راهکارهای مؤثر در کاهش سرو صدای ناخواسته و آلودگی صوتی استفاده از گیاهان است. استفاده از گیاهان تنها برای کاهش تراز صدا در فرکانس‌های بالا مؤثر عمل می‌کند. خاصیت پراکنده‌سازی امواج صوتی توسط پوشش گیاهی به مراتب بیشتر از خاصیت جذب کردن آن‌هاست. در نتیجه درختان بلند با کاهش دادن سرعت باد و موجب عدم هدایت امواج صوتی به طرف شنونده می‌شوند و می‌توانند به عنوان عایق صوتی در مقابل آلودگی صوتی مورد استفاده قرار گیرند.
کاشت گیاهان تنها به منظور کاهش آلودگی صوتی نیست بلکه به منظور رعایت مسایل اکولوژیکی (بوم شناسانه) و روانی نیز صورت می‌گیرد.
پوشش گیاهی می‌تواند در داخل فضای اصلی، محصورکننده‌های کوچکتر را تشکیل دهد. همانند لبه‌ها، پوشش‌های گیاهی نیز می‌توانند ترکیبی از جان پناه‌ها و چشم‌اندازها را که مشوق حضور و ماندگاری مردم در فضا هستند پدیدآورند.

## صداهای شهری

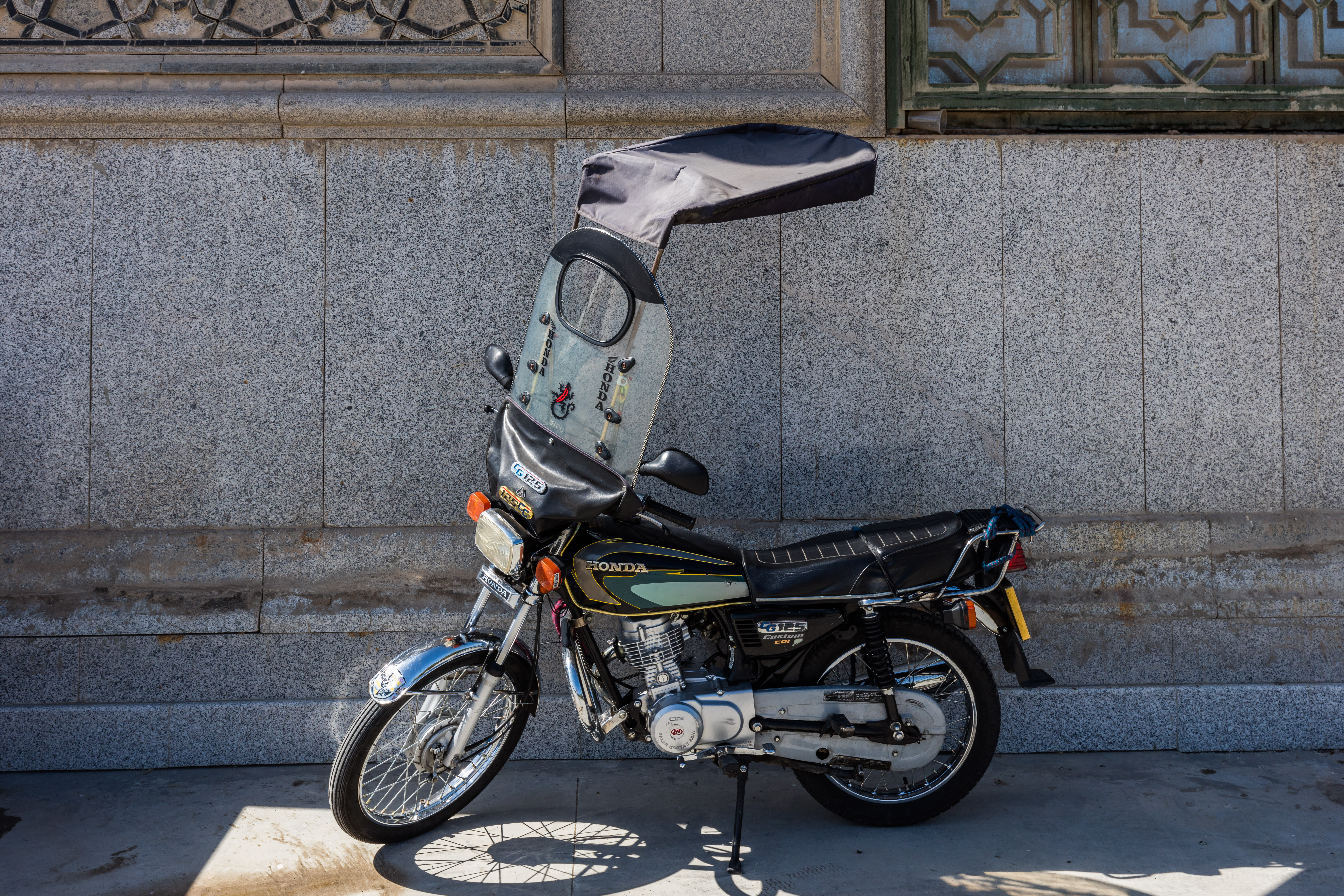
در شهر تهران موتورسیکلتهای بنزینی عامل بیست‌وپنج درصد آلودگی هوا و پنجاه‌درصد آلودگی صوتی شهر می‌باشند.

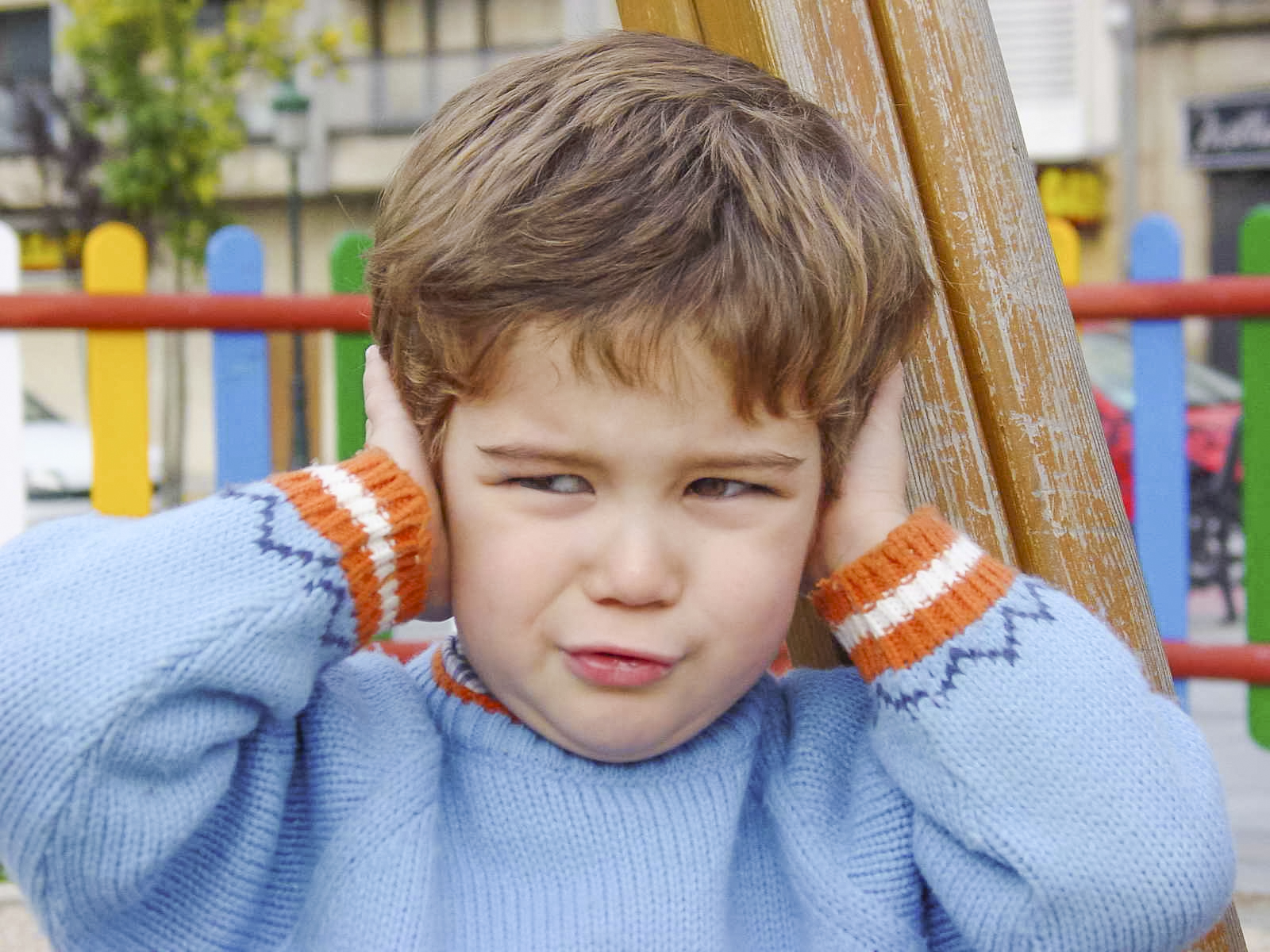
واکنش به سروصدا

یکی از حقوق شهروندی، آرامش صوتی است. صلب مسئولیت از این مهم موجب بروز عدم تمرکز، پرخاشگری و در نهایت اختلالات روحی شهروندان می‌شود. این امر در قانون بند شش منشور حقوق شهروندی به این صورت آمده‌است: شهروندان حق دارند ضمن مشارکت در انجام مسئولیت‌های قانونی و تأمین منابع مالی مورد نیاز، از هوای پاک، فضای سبز عمومی و بوستان، معابر تمیز و عاری از پسماند شهری بدون آلودگی‌های صوتی و زیست‌محیطی برخوردار باشند.
منابع اصلی آلودگی‌های صوتی شهری شامل کارخانجات، کارهای ساختمانی، صداهای ناشی از سیستم تهویه منازل و صدای ناشی از حمل و نقل (صدای موتور هواپیما، بوق اتومبیل) هستند. سر و صدای داخل منازل مثل صدای تلویزیون و جاروبرقی نیز حایز اهمیت‌اند.

### سطح صداهای گوناگون بر پایه فاصله هر یک از منابع سر و صدا
در زیر بعضی از صداهایی که به‌طور مکرر شنیده می‌شوند به همراه سطوح دسیبل تقریبی آن‌ها در فاصله یکسان از منبع سر و صدا آمده‌است. همان‌طور که جدول زیر می‌بینید، زمانی برحسب "dB(A)" تعیین می‌شود که اندازه‌گیری بر پایه مقیاس "A" انجام شود تا شنوایی انسان را شبیه‌سازی کند.
| نجوا                             | 30 dB(A)        |
| مکالمه عادی/خنده                 | 50 – 65 dB(A)   |
| جارو برقی در فاصله ۳۰ متری       | 70 dB(A)        |
| ماشین لباسشویی/ماشین ظرفشویی     | 78 dB(A)        |
| سر و صدای در وسط ترافیک مان‌هاتان | 70 – 85 dB(A)   |
| موتور سیکلت                      | 88 dB(A)        |
| چمن زن                           | 85 – 90 dB(A)   |
| قطار                             | 100 dB(A)       |
| مته دستی سنگ/ماشین خاک کش        | 110 dB(A)       |
| رعد و برق                        | 120 dB(A)       |
| صدای باکس                        | 110 – 120 dB(A) |
| در نزدیکی تیک آف جت              | 130 dB(A)       |